# Domenico Beccadelli di Bologna
Domenico Beccadelli di Bologna dei Principi di Camporeale (Palermo, 13 agosto 1826 – Parigi, 23 gennaio 1863) è stato un politico italiano.

## Biografia
Appartenente alla famiglia siciliana dei Beccadelli di Bologna, era figlio primogenito di due cugini primi: Giuseppe Beccadelli di Bologna, IX Principe di Camporeale (1804-1889) e Marianna Beccadelli Maniace (1801-1826).
Domenico sposò nel 1847 Laura Acton (figlia di Carlo e sorella di Guglielmo e di Ferdinando), dalla quale ebbe due figli: 
- Paolo (1852-1918), ultimo principe di Camporeale, che sarà sindaco di Palermo e senatore del Regno d'Italia[2]
- Maria (1848-1929), che nel 1886 diventerà moglie di Bernhard von Bülow (1849–1929), cancelliere del Reich dal 1900 al 1909

Rimasta vedova di Domenico, Laura Acton si risposò nel 1864 con Marco Minghetti, all'epoca presidente del Consiglio dei Ministri italiano, dando vita a uno dei più brillanti salotti dell'epoca.
Pari di Sicilia, durante la rivolta del 1848 in Sicilia votò per la decadenza dei Borboni.